# Jackie Searl
Jackie Searl, nato John E. Searl (Anaheim, 7 luglio 1921 – Tujunga, 29 aprile 1991), è stato un attore statunitense, noto soprattutto come attore bambino negli anni Trenta e quindi attivo come attore caratterista alla televisione negli anni Sessanta.

## Biografia
Nato in California nel 1921, Jackie Searl già all'età di tre anni appare alla radio nel dramma The Children's Hour. Ed è in programmi radiofonici che Searl fu soprattutto impegnato negli anni Venti con soltanto qualche piccola apparizione in cortometraggi nel serial cinematografico "Smitty" con Donald Haines.
L'avvento del cinema sonoro gli permise di mettere a frutto le doti e l'esperienza maturate alla radio. Il suo primo ruolo cinematografico di rilievo fu nel 1929 in Daughters of Desire ma a portarlo all'attenzione generale fu la parte di "Sid Sawyer" in Tom Sawyer (1930) accanto a Jackie Coogan, Junior Durkin e Mitzi Green. Il successo fu tale che Searl fu chiamato non solo a ripetere la parte con lo stesso cast in Huckleberry Finn (1931), ma gli si offrirono altri importanti ruoli di supporto in film come Finn ed Hattie (1931), Skippy (1931), Topaze (1933) e Alice nel Paese delle Meraviglie (come The Doormouse) (1933). Specializzato nell'interpretare ruoli "antipatici" e "antagonistici" di ragazzino viziato e un po' bullo, continuo' a farlo anche per tutta la sua adolescenza, in Ginger (1935), Lord Fauntleroy (1936), Quella certa età (1938) e Small Town Deb (1941).
Dopo aver servito nell'esercito per quattro anni, la ripresa della carriera cinematografica si rivelo' difficile, offrendosi a lui solo poche parti senza particolare rilievo. Searl trovò spazio alla televisione dove divenne negli anni Sessanta una presenza familiare come attore caratterista in numerosi programmi e serie televisive.
Con gli anni Settanta si ritira del tutto dalla carriera attoriale, dedicandosi ad attività commerciali.
Sposato, con due figli, morì a Tujunga, California, nel 1991, all'età di 69 anni. Il suo corpo è cremato.

## Riconoscimenti
- Young Hollywood Hall of Fame (1930's)

## Filmografia

### Cinema
- Daughters of Desire, regia di Burton L. King (1929)
- Paramount on Parade (1930) - non accreditato
- The Sins of the Children (1930) - non accreditato
- Tom Sawyer, regia di John Cromwell (1930)
- Scandal Sheet, regia di John Cromwell (1931)
- Finn ed Hattie (Finn and Hattie), regia di Norman Z. McLeod  (1931)
- Skippy regia di Norman Taurog (1931)
- La piccola amica (Daybreak), regia di Jacques Feyder (1931)
- Newly Rich (1931)
- Huckleberry Finn, regia di Norman Taurog (1931)
- Sooky, regia di Norman Taurog (1931)
- Lovers Courageous (1932)
- The Miracle Man, regia di Norman Z. McLeod (1932) - non accreditato
- Umanità (Hearts Of Humanity), regia di Christy Cabanne (1932)
- Little Orphan Annie (1932) - non accreditato
- Officer Thirteen (1932)
- Topaze (1933)
- A Lady's Profession (1933)
- High Gear (1933)
- The Return of Casey Jones (1933)
- Dangerous Crossroads (1933)
- One Year Later, regia di E. Mason Hopper (1933)
- The Chief, regia di Charles Reisner (1933) - non accreditato
- The World Changes (1933) - non accreditato
- Alice nel Paese delle Meraviglie (Alice In Wonderland) (1933)
- I ragazzi della via Paal (No Greater Glory), regia di Frank Borzage (1934)
- Strictly Dynamite (1934)
- Murder on the Blackboard, regia di George Archainbaud (1934)
- Porte chiuse (She Was a Lady), regia di Hamilton MacFadden (1934)
- Piccoli uomini (Peck's Bad Boy), regia di Edward F. Cline (1934)
- Il forzato (Great Expectations), regia di Stuart Walker (1934)
- A Wicked Woman (1934)
- Unwelcome Stranger (1934)
- Ginger (1935)
- Lord Fauntleroy (Little Lord Lord Fauntleroy), regia di John Cromwell (1936)
- Gentle Julia, regia di John G. Blystone (1936)
- Two Wise Maids (1937)
- Wild and Woolly (1937)
- Little Tough Guy (1938)
- Quella certa età (That Certain Age), regia di Edward Ludwig (1938)
- Little Tough Guys in Society (1938)
- The Angels Wash Their Faces (1939)
- My Little Chickadee (1940)
- Military Academy (1940)
- Golden Hoof (1941) - non accreditato
- Glamour Boy (1941)
- Small Town Deb (1942)
- The Fabulous Dorseys (1947) - non accreditato
- La sposa ribelle (The Bride Goes Wild), regia di Norman Taurog (1948) - non accreditato
- Hazard (1948) - non accreditato
- Codice d'onore (Beyond Glory), regia di John Farrow (1948) - non accreditato
- Lady At Midnight (1948)
- Viso pallido (The Paleface), regia di Norman Z. McLeod (1948)
- Outpost in Morocco (1949) - non accreditato
- The Couch (1963) - non accreditato
- Shotgun Wedding (1963)
- Tigre in agguato (A Tiger Walks), regia di Norman Tokar (1964) - non accreditato
- Divorzio all'americana (Divorce American Style), regia di Bud Yorkin (1967) - non accreditato

### Televisione
- Avventure lungo il fiume (Riverboat) – serie TV, 1 episodio (1960)
- Bat Masterson – serie TV, 1 episodio (1960)
- Gunslinger – serie TV, episodio 1x07 (1961)
- Maverick – serie TV, episodio 4x29 (1961)
- The Rifleman – serie TV, 1 episodio (1961)
- The Barbara Stanwyck Show – serie TV, 1 episodio (1961)
- The Jack Benny Program – serie TV, 1 episodio (1961)
- 87ª squadra (87th Precinct) – serie TV, 1 episodio (1961)
- Corruptors (Target: The Corruptors) – serie TV, episodio 1x11 (1961)
- Bronco – serie TV, 2 episodi (1961-1962)
- Perry Mason – serie TV, 2 episodi (1961-1963)
- Gli uomini della prateria (Rawhide) – serie TV, 2 episodi (1961-1963)
- Lassie – serie TV, 2 episodi (1961-1963)
- Lawman – serie TV, 1 episodio (1962)
- Gunsmoke – serie TV, 2 episodi (1962-1969)
- Frontier Circus – serie TV, 1 episodio (1962)
- Pete and Gladys – serie TV, episodio 2x33 (1962)
- Empire – serie TV, 1 episodio (1963)
- Going My Way – serie TV, episodio 1x30 (1963)
- L'ora di Hitchcock (The Alfred Hitchcock Hour) – serie TV, 1 episodio (1963)
- L'impareggiabile Glynis (Glynis) – serie TV, episodio 1x04 (1963)
- Carovane verso il West (Wagon Train) – serie TV, 1 episodio (1963)
- Un equipaggio tutto matto (McHale's Navy) – serie TV, 1 episodio (1963)
- Destry – serie TV, 1 episodio (1964)
- Vacation Playhouse – serie TV, 1 episodio (1964)
- The Billy Dana Show – serie TV, 1 episodio (1964)
- Gomer Pyle, USMC – serie TV, 1 episodio (1964)
- Lucy Show (The Lucy Show) – serie TV, 2 episodi (1964-1966)
- The Cara Williams Show – serie TV, 1 episodio (1965)
- Petticoat Junction – serie TV, 1 episodio (1965)
- Selvaggio west (The Wild Wild West) – serie TV, episodio 1x06 (1965)
- Amore in soffitta (Love on a Rooftop) – serie TV, 1 episodio (1967)
- Cimarron Strip – serie TV, 1 episodio (1967)
- Ai confini dell'Arizona (The High Chaparral) – serie TV, 3 episodi (1967-1969)
- Al banco della difesa (Judd for the Defense) – serie TV, 1 episodio (1968)
- Squadra speciale anticrimine (The Felony Squad) – serie TV, 1 episodio (1968)
- Bonanza – serie TV, 2 episodi (1968-1969)
- Il grande teatro del West (The Guns of Will Sonnett) – serie TV, 1 episodio (1969)